# Bruce W. Smith
Pour les articles homonymes, voir Bruce Smith (homonymie) et Smith.
Bruce W. Smith, né en 1961 à Los Angeles, est un animateur, réalisateur et directeur afro-américain, notamment connu pour être le créateur de la série évènement Cool Attitude pour la compagnie américaine Disney Channel. Smith a grandi à Los Angeles.
Il a appris l'art de créer l'animation au CalArts.
Étant l'un des premiers animateurs noirs à travailler dans la branche industrielle, Smith commencé sa carrière dans la série télévisée de 1984: Garfield de Bill Melendez. À cette époque, il aura aussi travaillé dans le film évènement Qui veut la peau de Roger Rabbit.
En 1992, il dirigea sa propre animation appelée Bébé's Kids. Il sera aussi à l'origine de la création des personnages dans Dingo et Max (VQ: Complètement Dingo), et co-produira les personnages dans le film Space Jam (VQ: Basket Spatial).
Il a rejoint, en 1998, les studios d'animation Walt Disney, où Smith aura supervisé l'animation de ses quatre films: Tarzan, Kuzco, l'empereur mégalo (VQ: Un empereur nouveau genre), Home on the Range et La Princesse et la Grenouille. En 2000, l'époque où il a travaillé à Hyperion Pictures, il aura mené la série Cool Attitude sur la chaine Nickelodeon et sa suite Cool Attitude, encore plus cool sur la plateforme Disney +. La chaine Disney Channel aura repris la série originale à l'antenne jusqu'en 2005.